# کوه مهردار
کوه مهردار (پشتو: مہردار) یک کوه در پاکستان است که در رشته‌کوه سلیمان واقع شده‌است. کوه مهردار ۳٬۱۸۴ متر بالاتر از سطح دریا واقع شده‌است.